# 錫庫萊尼鄉

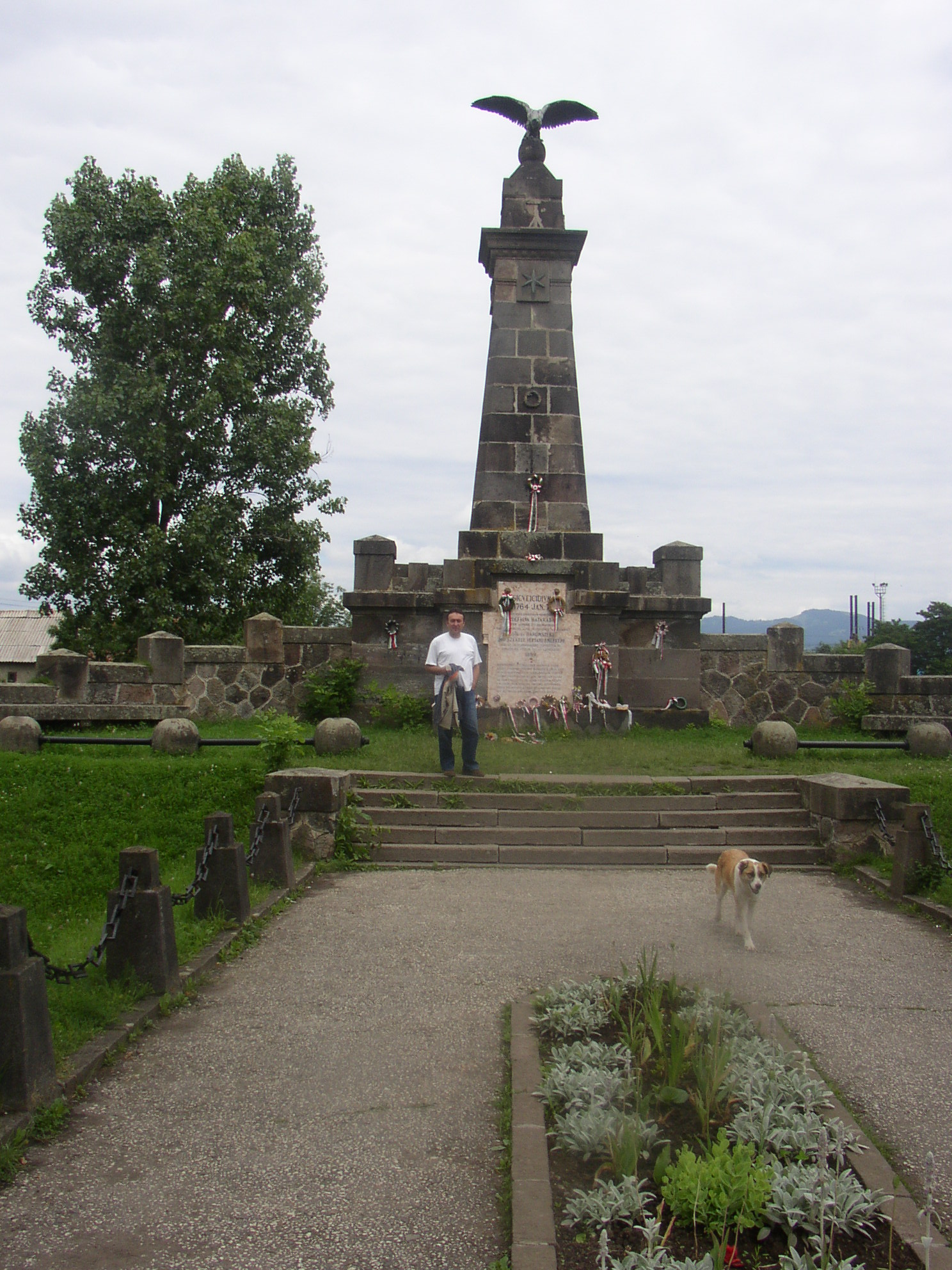

46°25′0″N 25°45′0″E / 46.41667°N 25.75000°E
錫庫萊尼鄉（羅馬尼亞語：Comuna Siculeni, Harghita），是羅馬尼亞的鄉份，位於該國中部，由哈爾吉塔縣負責管轄，面積39平方公里，海拔高度674米，2007年人口2,817，人口密度每平方公里72人。